# АБА плеј-оф 1969.
АБА плеј-оф 1969. године био је постсезонски турнир за сезону 1968/69. Америчког кошаркашке асоцијације. Турнир је завршен тако што је шампион Западне дивизије Оукланд оукси (АБА) победио шампиона Источне дивизије Индијана пејсерсе, четири утакмице према један у АБА финалној серији. Ворен Џабали из Оукса проглашен је за МВП плејофа..

## Преглед
Оукланд оукси су освојили АБА шампионат након што су завршили са најбољим резултатом лиге током регуларне сезоне (60 : 18, .769%). Питсбург пајперси су постигли исти скор претходне године.
Рик Бари, који је сада имао право да игра за Оуксе након што је био приморан да одустане претходне сезоне, просечно је бележио 34,0 поена током регуларне сезоне. Међутим, Бари је одиграо само 35 утакмица регуларне сезоне пре него што је повредио колено и пропустио плеј-оф.
Оукси, као и Питсбург пајперси пре њих, наредне сезоне нису играли са истим именом. Оукланд оукси су постали Вашингтон кепси за АБА сезону 1969/70, Питсбург пајперси су постали Минесота пајперси након што су освојили АБА шампионат претходне сезоне.
Рекорд Оукса 60 : 18 (.769%) у овој сезони био је најбољи у историји АБА све док Кентаки колонелси нису завршили сезону 1971/72. са рекордом 68 : 16 (.810%), рекордом који никада није надмашен.
Ворен Џабали из Окланда био је најкориснији играч АБА плеј-офа. Ворен Џабали је такође постигао највише поена у плеј−офу, 460, Мел Данијелс је имао највише скокова 237, Лари Браун највише асистенција а Роџер Браун је имао најбољи допринос победама свога тима 3,4.

## Рачва плеј−офа
Напомена:
- Четвртфинале АБА лиге је уједно полуфинале Источне/Западне дивизије, а полуфинале АБА лиге је финале Источне/Западне дивизије.

|                  | Четвртфинале     | Четвртфинале         | Четвртфинале     |                  |                  | Полуфинале           | Полуфинале       | Полуфинале       |                  |                  | Финале                   | Финале                   | Финале                   |                          |                          |
|                  |                  |                      |                  |                  |                  |                      |                  |                  |                  |                  |                          |                          |                          |                          |                          |
|                  | Западна дивизија |                      |                  |                  |                  |                      |                  |                  |                  |                  |                          |                          |                          |                          |                          |
|                  | 1                | Оукланд оукси*       | 4                |                  |                  |                      |                  |                  |                  |                  |                          |                          |                          |                          |                          |
|                  | 3                | Денвер рокетси       | 3                |                  |                  | Западна дивизија     | Западна дивизија | Западна дивизија | Западна дивизија | Западна дивизија |                          |                          |                          |                          |                          |
|                  |                  |                      |                  |                  | 1                | Оукланд оукси*       | 4                |                  |                  |                  |                          |                          |                          |                          |                          |
| Западна дивизија | Западна дивизија | Западна дивизија     | Западна дивизија |                  | 2                | Њу Орлеанс баканирси | 0                |                  |                  |                  |                          |                          |                          |                          |                          |
|                  | 4                | Далас чапаралси      | 3                |                  |                  |                      |                  |                  |                  |                  |                          |                          |                          |                          |                          |
|                  | 2                | Њу Орлеанс баканирси | 4                |                  |                  |                      |                  |                  |                  |                  | Западна/источна дивизија | Западна/источна дивизија | Западна/источна дивизија | Западна/источна дивизија | Западна/источна дивизија |
|                  |                  |                      |                  |                  |                  |                      |                  |                  |                  |                  | 1                        | Оукланд оукси*           | 4                        |                          |                          |
|                  | Источна дивизија | Источна дивизија     | Источна дивизија | Источна дивизија | Источна дивизија |                      |                  |                  |                  |                  | 1                        | Индијана пејсерси        | 1                        |                          |                          |
|                  | 1                | Индијана пејсерси*   | 4                |                  |                  |                      |                  |                  |                  |                  |                          |                          |                          |                          |                          |
|                  | 3                | Кентаки колонелси    | 3                |                  |                  | Источна дивизија     | Источна дивизија | Источна дивизија | Источна дивизија | Источна дивизија |                          |                          |                          |                          |                          |
|                  |                  |                      |                  |                  | 1                | Индијана пејсерси*   | 4                |                  |                  |                  |                          |                          |                          |                          |                          |
| Источна дивизија | Источна дивизија | Источна дивизија     | Источна дивизија |                  | 2                | Мајами флоридијанси  | 1                |                  |                  |                  |                          |                          |                          |                          |                          |
|                  | 4                | Минесота пајперси    | 3                |                  |                  |                      |                  |                  |                  |                  |                          |                          |                          |                          |                          |
|                  | 2                | Мајами флоридијанси  | 4                |                  |                  |                      |                  |                  |                  |                  |                          |                          |                          |                          |                          |

* Победник дивизије

Подебљан−  Победник серије

 Курзив − Екипа са домаћинском предношћу

## Западна дивизија
Шампион Западне дивизије за 1969. годину:  Оукланд оукси

### Полуфиналне утакмице западне дивизије

#### (1)Оукланд оуксии (3)Денвер рокетси
Оукси су победили серију са 4 : 3
- Утакмица 1 @ Оукланд:  Оукланд 129, Денвер 99 [2]
- Утакмица 2 @ Оукланд:  Денвер 122, Оукланд 119 [3]
- Утакмица 3 @ Денвер:  Оукланд 121, Денвер 99 [4]
- Утакмица 4 @ Денвер:  Денвер 109, Оукланд 108 [5]
- Утакмица 5 @ Оукланд:  Оукланд 128, Денвер 118 [6]
- Утакмица 6 @ Денвер:  Денвер 126, Оукланд 115 [7]
- Утакмица 7 @ Оукланд:  Оукланд 115, Денвер 102 [8]

Серија у регуларној сезони
| Денвер | Оукланд | Референце |
| --- | --- | --- |
| Оукланд оукси 120 Денвер рокетси 134 Денвер рокетси 114 Оукланд оукси 136 Оукланд оукси 108 Оукланд оукси 124 Оукланд оукси 105 Денвер рокетси 116 Денвер рокетси 131 | 106 Денвер рокетси 127 Оукланд оукси 125 Оукланд оукси 115 Денвер рокетси 105 Денвер рокетси 114 Денвер рокетси 119 Оукланд оукси 118 Оукланд оукси (1 прод.) 119 Оукланд оукси | Референца 1 Референца 2 Референца 3 Референца 4, Референца 5 Референца 6, Референца 7 Референца 8 Референца 9 |

#### (2)Њу Орлеанс баканирсии (4)Далас чапаралси
Баканирси су победили серију са 4 : 3
- Утакмица 1 @ Њу Орлеанс:  Њу Орлеанс 129, Далас 106 [9]
- Утакмица 2 @ Њу Орлеанс:  Њу Орлеанс 122, Далас 108 [10]
- Утакмица 3 @ Далас:  Далас 130, Њу Орлеанс 106 [11]
- Утакмица 4 @ Далас:  Њу Орлеанс 114, Далас 107 [12]
- Утакмица 5 @ Њу Орлеанс:  Далас 123, Њу Орлеанс 112 [13]
- Утакмица 6 @ Далас:  Далас 136, Њу Орлеанс 118 [14]
- Утакмица 7 @ Њу Орлеанс:  Њу Орлеанс 101, Далас 95 [15]

Серија у регуларној сезони
| Далас | Њу Орлеанс | Референце |
| --- | --- | --- |
| Далас чапаралси 116 Далас чапаралси 108 Њу Орлеанс баканирси 125 Далас чапаралси 110 Далас чапаралси 108 Њу Орлеанс баканирси 117 Њу Орлеанс баканирси 110 Њу Орлеанс баканирси 98 Далас чапаралси 108 Њу Орлеанс баканирси 112 | 113 Њу Орлеанс баканирси 113 Њу Орлеанс баканирси 104 Далас чапаралси 95 Њу Орлеанс баканирси 124 Њу Орлеанс баканирси 105 Далас чапаралси 99 Далас чапаралси 104 Далас чапаралси 101 Њу Орлеанс баканирси 96 Далас чапаралси | Референца 1 Референца 2 Референца 3 Референца 4 Референца 5 Референца 6 Референца 7 Референца 8 Референца 9 Референца 10 |

### Финале Западне дивизије

#### (1)Оукланд оуксии (2)Њу Орлеанс баканирси
Оукси су постали шампиони Западне дивизије 4 : 0
- Утакмица 1 @ Оукланд:  Оукланд 128, Њу Орлеанс 118 [16]
- Утакмица 2 @ Оукланд:  Оукланд 135, Њу Орлеанс 124 [17]
- Утакмица 3 @ Њу Орлеанс:  Оукланд 113, Њу Орлеанс 107 [18]
- Утакмица 4 @ Њу Орлеанс:  Оукланд 128, Њу Орлеанс 114 [19]

| Њу Орлеанс | Оукланд | Референце                                                                                                   |
| --- | --- | --- |
| Њу Орлеанс баканирси 129 Оукланд оукси 119 Њу Орлеанс баканирси 127 Њу Орлеанс баканирси 108 Њу Орлеанс баканирси 145 Оукланд оукси 129 Оукланд оукси 144 Оукланд оукси 122 Њу Орлеанс баканирси 121 | 137 Оукланд оукси 124 Њу Орлеанс баканирси 136 Оукланд оукси (1 t.s.) 121 Оукланд оукси 139 Оукланд оукси 120 Њу Орлеанс баканирси 124 Њу Орлеанс баканирси 137 Њу Орлеанс баканирси 123 Оукланд оукси | Референца 1 Референца 2 Референца 3 Референца 4 Референца 5 Референца 6 Референца 7 Референца 8 Референца 9 |

## Источна дивизија
Шампион Источне дивизије за 1969. годину:  Индијана пејсерси

### Полуфиналне утакмице западне дивизије

#### (1)Индијана пејсерсии (3)Кентаки колонелси
Пејсерси су победили у серији са 4 : 3
- Утакмица 1 @ Индијана:  Кентаки 128, Индијана 118 [20]
- Утакмица 2 @ Индијана:  Индијана 120, Кентаки 115 [21]
- Утакмица 3 @ Кентаки:  Кентаки 130, Индијана 111 [22]
- Утакмица 4 @ Кентаки:  Кентаки 105, Индијана 104 (OT) [23]
- Утакмица 5 @ Индијана:  Индијана 116, Кентаки 97 [24]
- Утакмица 6 @ Кентаки:  Индијана 107, Кентаки 89 [25]
- Утакмица 7 @ Индијана:  Индијана 120, Кентаки 111 [26]

| Кентаки | Индијана | Референце |
| --- | --- | --- |
| Индијана пејсерси 108 Кентаки колонелси 122 Кентаки колонелси 112 Кентаки колонелси 107 Индијана пејсерси 114 Индијана пејсерси 110 Кентаки колонелси 109 Индијана пејсерси 141 Индијана пејсерси 108 Кентаки колонелси 132 | 112 Кентаки колонелси 119 Индијана пејсерси 110 Индијана пејсерси 115 Индијана пејсерси 97 Кентаки колонелси 93 Кентаки колонелси 97 Индијана пејсерси 129 Кентаки колонелси 118 Кентаки колонелси 127 Индијана пејсерси | Референца 1 Референца 2 Референца 3 Референца 4 Референца 5 Референца 6 Референца 7 Референца 8 Референца 9 Референца 10 |

#### (2)Мајами флоридијансии (4)Минесота пајперси
Флоридијанси су победили у серији са 4 : 3
- Утакмица 1 @ Мајами:  Мајами 119, Минесота 110 [27]
- Утакмица 2 @ Мајами:  Минесота 106, Мајами 99 [28]
- Утакмица 3 @ Минесота:  Минесота 109, Мајами 93 [29]
- Утакмица 4 @ Минесота:  Мајами 116, Минесота 109 [30]
- Утакмица 5 @ Мајами:  Мајами 122, Минесота 107 [31]
- Утакмица 6 @ Минесота:  Минесота 105, Мајами 100 [32]
- Утакмица 7 @ Мајамиi:  Мајами 137, Минесота 128 [33]

| Мајами | Минесота | Референце |
| --- | --- | --- |
| Минесота пајперси 126 Минесота пајперси 116 Мајами флоридијанси 107 Минесота пајперси 112 Мајами флоридијанси 103 Мајами флоридијанси 124 Минесота пајперси 97 Мајами флоридијанси 131 Минесота пајперси 132 Мајами флоридијанси 126 | 94 Мајами флоридијанси 108 Мајами флоридијанси 120 Минесота пајперси 105 Мајами флоридијанси 99 Минесота пајперси 128 Минесота пајперси 100 Мајами флоридијанси 126 Минесота пајперси 136 Мајами флоридијанси (1 про) 118 Минесота пајперси | Референца 1 Референца 2 Референца 3 Референца 4 Референца 5 Референца 6 Референца 7 Референца 8 Референца 9 Референца 10 |

### Финале Источне дивизије

#### (1)Индијана пејсерсии (2)Мајами флоридијанси
Пејсерси су победили у серији са 4 : 1
- Утакмица 1 @ Индијана:  Индијана 126, Мајами 110 [34]
- Утакмица 2 @ Индијана:  Индијана 131, Мајами 116 [35]
- Утакмица 3 @ Мајами:  Индијана 119, Мајами 105 [36]
- Утакмица 4 @ Мајами:  Мајами 114, Индијана 110 [37]
- Утакмица 5 @ Индијана:  Индијана 127, Мајами 105 [38]

| Индијана | Мајами | Референце |
| --- | --- | --- |
| Мајами флоридијанси 126 (2 про) Мајами флоридијанси 126 Мајами флоридијанси 109 Индијана пејсерси 117 (1 про) Индијана пејсерси 122 Мајами флоридијанси 118 Индијана пејсерси 140 Мајами флоридијанси 130 Индијана пејсерси 128 Индијана пејсерси 128 | 107 Индијана пејсерси 121 Индијана пејсерси 104 Индијана пејсерси 100 Мајами флоридијанси 118 Мајами флоридијанси 109 Индијана пејсерси 117 Мајами флоридијанси 113 Индијана пејсерси 123 Мајами флоридијанси 123 Мајами флоридијанси | Референца 1 Референца 2 Референца 3 Референца 4 Референца 5 Референца 6 Референца 7 Референца 8 Референца 9 Референца 10 |

## АБА финале

### (1)Оукланд оуксии (1)Индијана пејсерси
Окси су победили у серији са 4 : 1 и постали шампиони АБА лиге за 1969. годину
- Утакмица 1 (30. април) @ Оукланд:  Оукланд 123, Индијана 114 [39]
- Утакмица 2 (2. мај) @ Оукланд:  Индијана 150, Оукланд 122 [40]
- Утакмица 3 (3. мај) @ Индијана:  Оукланд 134, Индијана 126 (про.) [41]
- Утакмица 4 (5. мај) @ Индијана:  Оукланд 144, Индијана 117 [42]
- Утакмица 5 (7. мај) @ Оукланд:  Оукланд 135, Индијана 131 (про) [43]

Серија у регуларној сезони
| Индијана | Оукланд | Референце                                                               |
| --- | --- | ----------------------------------------------------------------------- |
| Индијана пејсерси 133 Оукланд оукси 153 Индијана пејсерси 121 (1) Оукланд оукси 146 Индијана пејсерси 103 Оукланд оукси 122 | 144 Оукланд оукси 128 Индијана пејсерси 129 Оукланд оукси 143 Индијана пејсерси 118 Оукланд оукси 110 Индијана пејсерси | Референца 1 Референца 2 Референца 3 Референца 4 Референца 5 Референца 6 |

| Шампиони АБА лиге за 1969. |
| -------------------------- |
| Оукланд оукси 1. титула    |

#### Састави екипа
Састав Оукланда
Састав Индијане

## Статистика
Ажурирано 19. јуна 2023.
| Категорија | Име        | Екипа                | Просек | Ута |
| ---------- | ---------- | -------------------- | ------ | --- |
| Поена      | Џими Џонс  | Њу Орлеанс баканирси | 30,2   | 11  |
| Скокова    | Ред Робинс | Њу Орлеанс баканирси | 15,9   | 11  |
| Асист.     | Лари Браун | Оукланд оукси        | 5,4    | 16  |

## Места одигравања плеј−оф утакмица
- Индијана Фармерс колосеум (Индијанаполис)
- Луивил гарденс (Луивил)
- Конвеншн центар (Мајами)
- Оракл арена (Оукланд)
- Мемориал аудиторијум (Далас)